# Средња Мостонга
Предео изузетних одлика Средња Мостонга је заштићено подручје за које је Министарство заштите животне средине на основу члана 42. став 8. Закона о заштити природе („Службени гласник РС”, бр. 36/09, 88/10, 91/10-исправка, 14/16 и 95/18-др. закон) спровело поступак покретања заштите природног подручја II категорије, а који се налази дуж средњег дела тока реке Мостонге у Војводини, на територији Западнобачког округа.

## Историјат
Покрајински завод за заштиту природе доставио је 2. јула 2019. године Студију заштите Предела изузетних одлика Средња Мостонга Покрајинском секретаријату за урбанизам и заштиту животне средине, као надлежном органу. Даном постављања обавештења на интернет страници Министарства испуњени су услови за покретање поступка заштите овог природног подручја, сходно члану 42. став 7. Закона о заштити природе.

## Простор
Подручје које се предлаже за заштиту као Предео изузетних одлика Средња Мостонга, налази у Војводини, у Западнобачком округу, на територији општина Апатин, Оџаци и града Сомбора. Простире се дуж средњег тока реке Мостонге и обухвата комплекс различитих, за заштиту приоритетних типова (слатинских, ливадских, степских, мочварних, шумских и шумо-степских) станишта са ретким и ендемичним дивљим врстама од националног и међународног значаја.

## Целине и власништво
Предео изузетних одлика Средња Мостонга се састоји од осам просторних целина, укупне површине 3130,66 ha. На тим целинама су успостављени режими заштите II и III степена. Према структури површина катастарских општина (Апатин, Свилојево, Богојево, Каравуково, Оџаци, Српски Милетић и Дорослово) по власништву, површине у заштићеном подручју су у јавној (43,40%), државној (43,09%), приватној (9,74%), задружној (2,52%), друштвеној (0,35%) и другим облицима (0,8%) својине. Највећи део ове површине обухватају ливаде и пашњаци (53,83%), шуме покривају 20,3% укупне површине природног подручја, док остале површине, које укључују мочваре, њиве, винограде и воћњаке, заузимају 26,15%.

## Категорија заштићеног подручја
Према Правилнику о критеријумима вредновања и поступку категоризације заштићених подручја („Службени гласник РС”, број 97/15) Предео изузетних одлика Средња Мостонга сврстава се у II категорију – покрајинског/регионалног, односно великог значаја.
Подручје средње Мостонге издвојено је као међународно значајно подручје за биљке које је према Уредби о еколошкој мрежи идентификовано као eколошки значајно подручје Републике Србије под редним бр. 5 – „Слатинска подручја око Дорослова”, а део подручја средње Мостонге, уврштен је и у границе међународно значајног подручја за птице у Србији под називом „Горње Подунавље”.